# Cristoforo Giacobazzi
Cristoforo Giacobazzi (Roma, 1499 - Perugia, 7 de octubre de 1540) fue un eclesiástico italiano. 

## Vida
Hijo de Giacomo Giacobazzi de Faceschi y de Camilla Astalli, familia de la nobleza romana, era sobrino por parte de padre de Domenico Giacobazzi, cardenal desde 1517, y de Andrea, obispo de Nocera.
Tras estudiar derecho fue admitido como referendario del Tribunal Supremo de la Signatura Apostólica, fue canónigo de la basílica de San Pedro desde 1517 y obispo de Cassano desde que su tío Domenico le cediera la diócesis en 1523, aunque al igual que éste nunca residió en su sede, gobernándola por medio de vicarios. 
Bajo el pontificado de Paulo III estuvo al frente de la Dataría apostólica, fue auditor del Sacro palacio, prelado doméstico del papa, abreviador de cartas apostólicas y secretario apostólico, y en el consistorio de 1536 fue creado cardenal; recibió el título de Santa Anastasia, que al año siguiente cambió por el de San Eustaquio. 
En 1537 junto al cardenal Rodolfo Pio di Carpi ejerció como legado ante la corte del emperador Carlos V y la del rey Francisco I de Francia con la doble misión de intentar componer la paz entre ambos, enfrentados en las guerras italianas, y convocar un concilio para responder a la Reforma protestante.  El acuerdo de paz se hizo efectivo en la Tregua de Niza de 1538; el concilio tardaría todavía varios años más en empezar.  
En 1539 fue nombrado legado en Perugia y Umbría con el objetivo de tratar el pago de los impuestos que la Santa Sede exigía.  La negativa de la ciudad a las nuevas tasas fue contestada desde Roma por la publicación de un interdicto contra ella, y la rebelión perugina fue acallada por la presencia de las tropas pontificias bajo el mando de Pier Luigi Farnese en el episodio conocido como la guerra de la sal.  Giacobazzi, que había vuelto a Roma durante los disturbios, regresó a Perugia en septiembre de 1540, pero murió pocos días después; su cuerpo fue trasladado a Roma y sepultado en la iglesia de San Eustaquio de esta ciudad.